# Tecnobrega
La tecnobrega o tecnomelody è un genere musicale nato nel Pará, in Brasile, negli anni 2000. La tecnobrega fonde pop, musica elettronica e musica tradizionale brasiliana.

## Storia

### Anni 2000

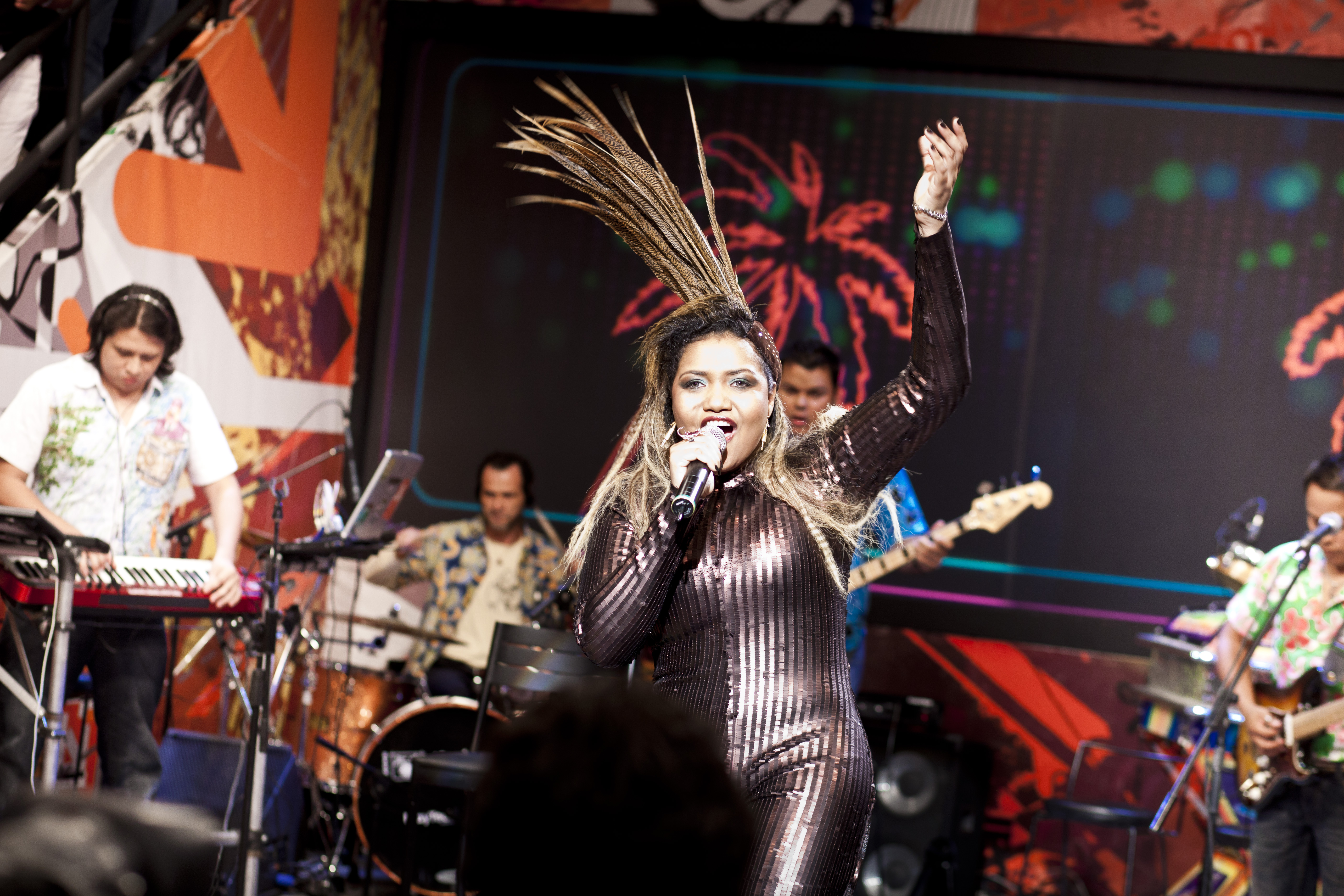
Gaby Amarantos nel 2012

La tecnobrega venne inventata nel 2002 dai Banda Tecno Show che, sfruttando i rapidi riff di chitarra della tradizione brega e sonorità elettroniche, mescolavano generi musicali popolari del nord del Brasile (carimbó e brega pop) con sonorità pop, elettroniche e forró. Proprio per tali ragioni, il genere venne nominato "tecnobrega" in quanto fondeva elementi un tempo considerati "moderni" e "sofisticati" (tecno) ad altri giudicati invece "regionali" e "sdolcinati" (brega).
Il genere ebbe un crescente successo in tutto il Brasile come confermò l'arrivo di artisti come i Banda AR-15, i Banda Ravelly, Viviane Batidão, gli Xeiro Verde e gli Eletro Batidão. Sebbene non siano tutti concordi nel considerarli un gruppo tecnobrega, degni di menzione sono anche i Banda Djavú, che divennero fra i più noti esponenti del genere nel sud del Paese grazie a canzoni come Me Libera e Não Desligue o Telefone.

### Anni 2010

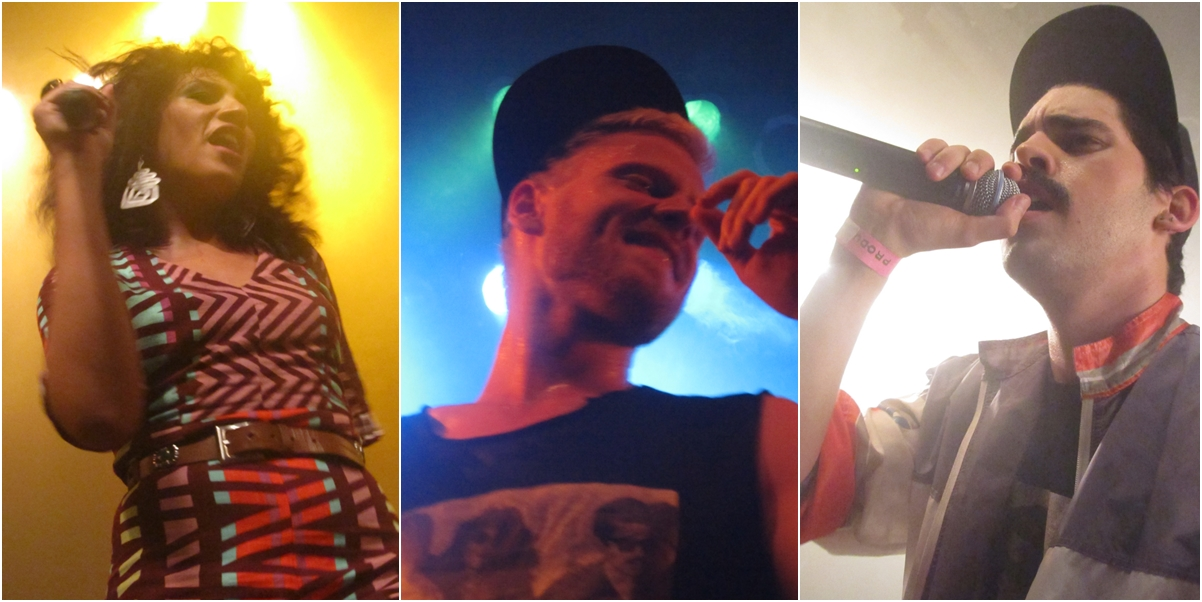
I Banda Uó

Negli anni 2010, la cantante Gaby Amarantos, soprannominata la "Beyoncé del Pará" e ricordata per la sua militanza nei Banda Tecno Show, iniziò una carriera solista di successo, facendo anche conoscere la tecnobrega con le sue apparizioni al programma televisivo Domingão do Faustão. Ex Mai Love, una delle tracce più note di Amarantos, fu la prima traccia tecnobrega ad essere utilizzata come tema di apertura di una trasmissione televisiva (Cheias de Charme).
Nel 2011 Simão Jatene presentò una proposta di legge per rendere la tecnobrega patrimonio culturale del Pará. Tale legge venne approvata due anni dopo dall'Assemblea Legislativa del Pará.
Importanti per il genere sono i Banda Uó, scritturati dalla Deckdisc, che si promuovono con videoclip diretti da celebri registi e premiati agli MTV Video Music Brasil nel 2011. In seguito, i Banda Uó pubblicarono diversi album che contribuirono a popolarizzare lo stile. Fra gli altri artisti tecnobrega del periodo vi è Pabllo Vittar, che ebbe un certo successo grazie al singolo Corpo sensual (2017).